# Марк Юній Сілан (претор 212 року до н. е.)
Марк Юній Сілан (*Marcus Iunius Silanus, д/н — після 206 до н. е.) — політичний та військовий діяч часів Римської республіки. Брав участь у Другій Пунічній війні.

## Життєпис
Походив з роду нобілів Юніїв Сіланів. Син Марка Юнія Сілана. Про молоді роки немає відомостей. У 216 році до н. е. відзначився при захисті Неаполя від військ карфагенського військовика Ганнібала Барки. У 212 році до н. е. обирається претором. Як провінцію він отримав Етрурію. Тут забезпечував захист від ймовірного нападу карфагенян. Водночас організував постачання хліба до римських військ, що облягали м. Капую. Його імперій був подовжено на 211 рік до н. е.
У 210 році до н. е. як пропретор отримав провінцію Іспанію для підтримки Публія Корнелія Сципіона. З військом у 3500 легіонерів Сілан забезпечував захист римських флангів на річці Ебро. Завдяки цього Сципіон зумів захопити у 209 році місто Новий Карфаген.
У 208 році до н. е. брав участь в битві при Бекулі, де Гасдрубал Барка зазнав поразки. У 207 році до н. е. Марк Сілан рушив до області кельтіберів, які все ще підтримували карфагенян. Тут завдав поразки Магону Барці, захопивши в полон іншого військовика — Ганнона. У 206 році до н. е. привів римлянам допомогу від турдетанського вождя іберів Кулхаса. Того ж року звитяжив у битві під Іліпою, де керував лівим флангом римлян.
Під час поїздки Сципіона до Африки командував військом у Новому Карфагені. Облягав місто Кастакс, але не зміг його взяти без допомоги Сципіона. Спустошив область біля Геркулесових Стовпів. Про подальші дії Сілана немає відомостей. Він дочекався, поки прибув новий консул Луцій Корнелій Лентул.

## Родина
- Марк Юній Сілан, префект союзників у 196 році до н. е.
- Децим Юній Сілан